# Chomiąża Szlachecka
Chomiąża Szlachecka is een dorp in de Poolse woiwodschap Koejavië-Pommeren. De plaats maakt deel uit van de gemeente Gąsawa.

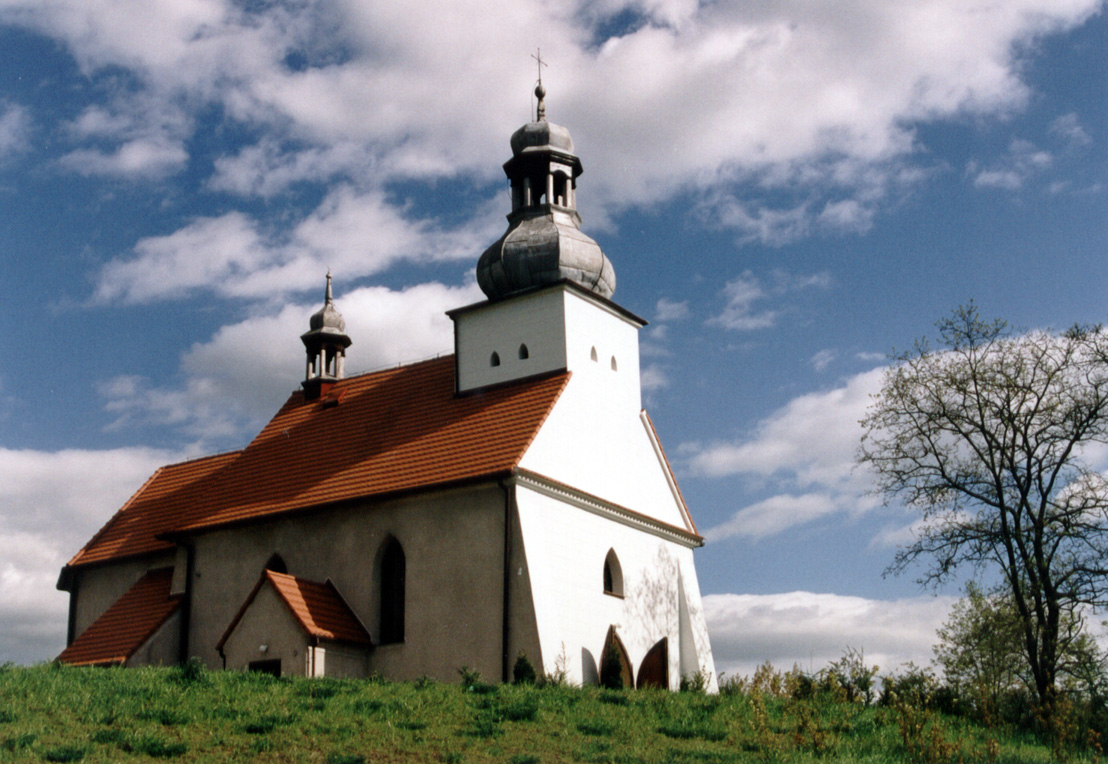
Kerk